# Freedom (Nou Hampshire)
Freedom és una població dels Estats Units a l'estat de Nou Hampshire. Segons el cens del 2000 tenia 1.303 habitants.

## Demografia
Segons el cens del 2000, Freedom tenia 1303 habitants, 602 habitatges, i 402 famílies. La densitat de població era de 14,5 habitants per km².
Dels 602 habitatges en un 19,6% hi vivien nens de menys de 18 anys, en un 59,1% hi vivien parelles casades, en un 4,8% dones solteres, i en un 33,2% no eren unitats familiars. En el 28,1% dels habitatges hi vivien persones soles el 12,1% de les quals corresponia a persones de 65 anys o més que vivien soles. El nombre mitjà de persones vivint en cada habitatge era de 2,15 i el nombre mitjà de persones que vivien en cada família era de 2,6.
Per edats la població es repartia de la següent manera: un 16,8% tenia menys de 18 anys, un 3,1% entre 18 i 24, un 24% entre 25 i 44, un 32,1% de 45 a 60 i un 24% 65 anys o més.
L'edat mediana era de 49 anys. Per cada 100 dones de 18 o més anys hi havia 96 homes.
La renda mediana per habitatge era de 40.188$ i la renda mediana per família de 49.167$. Els homes tenien una renda mediana de 32.150$ mentre que les dones 26.000$. La renda per capita de la població era de 23.036$. Entorn del 4,6% de les famílies i el 6,8% de la població estaven per davall del llindar de pobresa.